# Castrelo do Minho

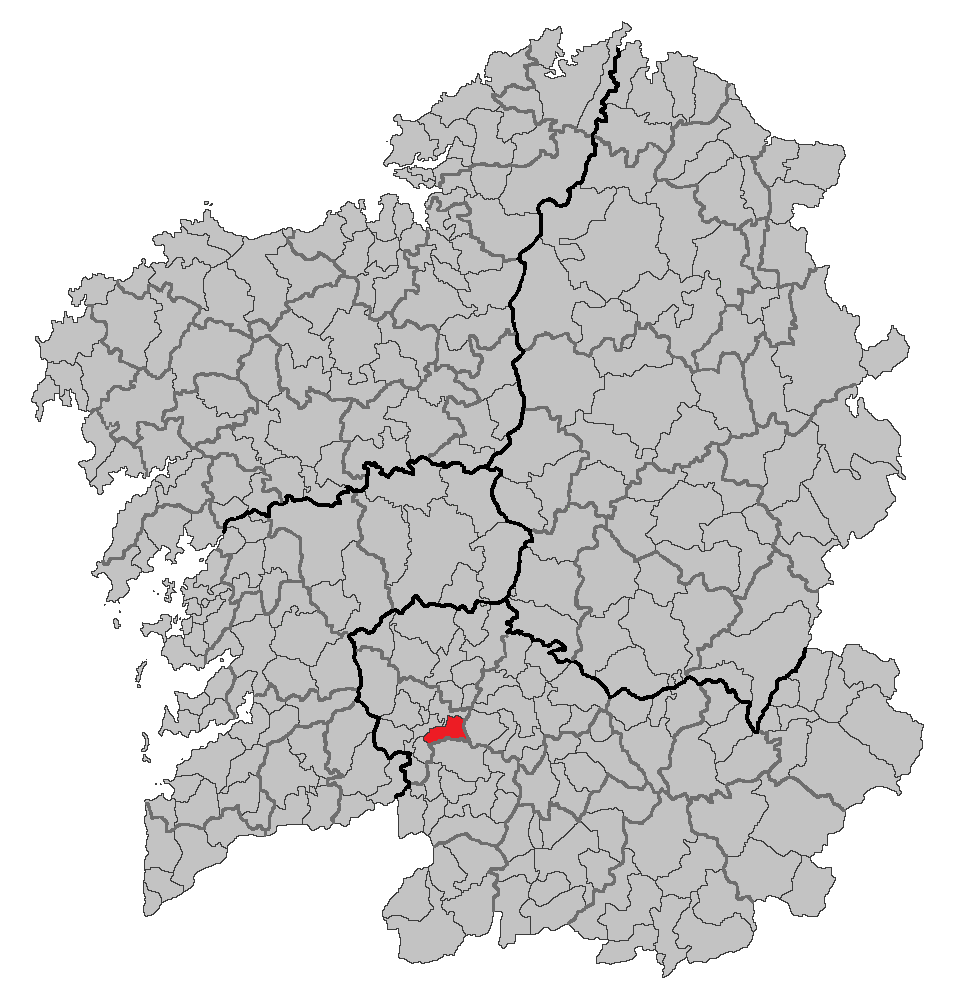
Localização de Castrelo do Minho

Castrelo do Minho (em normativa RAG e oficialmente, Castrelo de Miño)é um município da Espanha da comarca do Ribeiro na província 
de Ourense, 
comunidade autónoma da Galiza, de área 39,74 km² com 
população de 1997 habitantes (2007) e densidade populacional de 51,41 hab/km².
É composto pelas sete seguintes paróquias (freguesias):
- Astariz (Santa Maria)
- Barral (Nossa Senhora das Neves)
- Castrelo do Minho (Santa Maria)
- Macendo (Santa Maria)
- Ponte de Castrelo (Santo Estêvão)
- Prado de Miño (Santa Maria)
- Vide de Miño (São Salvador)

## Demografia
| Variação demográfica do município entre 1991 e 2004 | Variação demográfica do município entre 1991 e 2004 | Variação demográfica do município entre 1991 e 2004 | Variação demográfica do município entre 1991 e 2004 |
| --------------------------------------------------- | --------------------------------------------------- | --------------------------------------------------- | --------------------------------------------------- |
| 1991                                                | 1996                                                | 2001                                                | 2004                                                |
| 3605                                                | 2121                                                | 2034                                                | 2044                                                |

## Património edificado
- Igreja de Santa Maria de Castrelo. Antigo mosteiro feminino. No ano 947 foi a sua abadessa Dona Goto, viúva do rei da Galiza Sancho Ordonhes. Aqui foi envenenado no ano 966 o rei leão Sancho o Crasso. O actual edifício é barroco (1763), mas mantém características românicas significativas, como a abside semicircular do século XII, vários relevos e cachorros românicos. O arco triunfal é de meio-ponto.
- Pazo de Santo Estevo de Barral. 1718.
- Casa da Capela, Barral. Século XVIII.
- Casa Grande de Pazo. O Pazo. Século XIX.
- Pazo da Torre. Vide de Minho. Século XVIII.
- Pazo da Cavadiña. 1816. Troncoso, Astariz.
- Capela do Pazo de Troncoso. Astariz. Século XVIII.
- Capela da Casa do Casar. Vilela, Vide.